# ایترشت
ایترشت (به فرانسوی: Étrechet) یک کمون در فرانسه است که در اندر واقع شده‌است. ایترشت ۱۷٫۸۹ کیلومتر مربع مساحت و ۸۷۴ نفر جمعیت دارد و ۱۶۳ متر بالاتر از سطح دریا واقع شده‌است.